# Academia Peak
Der Academia Peak (bulgarisch Връх Академия Wrach Akademija) ist ein rund 1130 m hoher Berg auf der Livingston-Insel im Archipel der Südlichen Shetlandinseln. Im Friesland Ridge der Tangra Mountains ragt er oberhalb des Huntress-Gletschers 1,4 km nordwestlich des St. Boris Peak, 2,45 km südsüdöstlich des Plíska Ridge und 3,45 km ostsüdöstlich des Willan-Nunataks auf. Besonders markant ist er durch seine eisfreien Nordwesthänge.
Die bulgarische Kommission für Antarktische Geographische Namen benannte den Berg 2004 nach der Bulgarischen Akademie der Wissenschaften, welche eine maßgebliche Rolle in der bulgarischen Antarktisforschung einnimmt.